# Vladimir Levstik
Vladimir Levstik [wládimir léu̯stik], rojen kot Ciril Levstik, slovenski pisatelj, pesnik in prevajalec, * 19. januar 1886, Šmihel nad Mozirjem, † 23. december 1957, Celje.

## Življenje
Rodil se je v Šmihelu nad Mozirjem učitelju Mihaelu in Neži, rojeni Friškovec, kot prvi od treh otrok. Njegovo krstno ime je Ciril, ime Vladimir pa je začel uporabljati leta 1904. Leta 1887 je bil oče premeščen v Št. Andraž nad Polzelo (danes Andraž nad Polzelo). Levstik je tam preživel otroštvo, kjer je obiskoval ljudsko šolo. Gimnazijo je obiskoval v Celju v letih 1896–99, v Mariboru v letih 1899–1901, v Celju v letih 1901–03 in v Ljubljani. Leta 1903 je kot sedmošolec moral po nekaterih podatkih zaradi revščine, po drugih navajanjih pa zaradi spora z očetom opustiti šolanje. Prvi za Cankarjem se je preživljal kot poklicni pisatelj, pesnik, časnikar in prevajalec. Med letoma 1906 in 1907 je živel v Parizu, kjer je spoznaval literarne tokove in smeri. Dan pred italijansko vojno napovedjo leta 1915 so ga zaprli na ljubljanski grad, od tam so ga prepeljali v taborišče Wagna pri Lipnici na Štajerskem. Internirance so od tam odpeljali v Hainburg ob Donavi, od tam v Sitzendorf pri Oberhollabrunnu, potem pa so pot nadaljevali peš v taborišče Mittergrabern. Internacija se mu je na začetku zdela znosna. Tolažilo ga je dejstvo, da ga niso poslali na fronto. Sčasoma pa je bilo vedno hujše, ker ni smel pošiljati svojih literarnih del in prevodov. Iz taborišča je pošiljal pisma svojemu dekletu in kasnejši prvi ženi Pepini Dular, Franu Govekarju in Ivanu Cankarju. Zaprt je bil do aprila 1917. Ni se smel vrniti v Ljubljano, zato je do novembra istega leta živel v Pragi, kjer je pisal roman Zapiski Tine Gramontove. Na poti domov je v Celju obiskal svoje starše. Oče je bil do žene in otrok zelo grob, zato se Levstik z njim nikakor ni mogel razumeti, mater pa je zelo spoštoval. Do aprila 1918 se je preselil k svoji sestri Veri, ki je bila osnovnošolska učiteljica v Št. Juriju pod Taborom v Savinjski dolini (danes Tabor). Pisal je svoje najboljše daljše besedilo Gadje gnezdo in prevajal Dostojevskega. Po vrnitvi v Ljubljano je hudo zbolel, zato je več let živel in se zdravil v Stražišču pri Kranju, danes del Kranja. Leta 1932 je spet dlje časa bival v Parizu. Poslednja leta je preživel v Celju, blizu svojega rojstnega kraja. Leta 1957 je tam tudi umrl.

## Delo

### Poezija
Pesniti je začel v ljudski šoli. Leta 1903 je izšla njegova prva pesem v Ljubljanskem zvonu. Bil je upoštevan pesnik, sploh med letoma 1906 in 1910. Sodeloval je zlasti z Ljubljanskim zvonom, Slovanom, Slovenko, Našim listom in mnogimi drugimi. Njegova prva pesniška tema je bila domovina, nacionalnospodbudni zanos je upesnjeval zlasti v pesmih Prešernovim manom in Domovina. V romanci Kralj Matjaž se pojavita motiva plahosti in svobode. Menil je, da je najvažnejša vrednota naroda osebna zavzetost (V spominsko knjigo). V njegovi poeziji se čuti nemirno iskanje življenjskega smisla ter razočaranje, obup, bolečina nad samim seboj in svetom. Njegovo tedanje titanistično občutje, v katerem se je kazala tudi njegova narava, ga je oblikovala v breznazornika. Čutil je odpor do množice, »črede«, kar je odraz Nietzschejevih pobud, vendar Levstika za moralo nadčloveka niso pridobile. V slovensko prihodnost ni dvomil, čeprav se mu je »čreda« uprla zaradi svoje pasivnosti, podobno kot okrog leta  1900 pri Cankarju. Za svoje ljubezenske pesmi je navdih črpal iz Cankarjeve Erotike in Župančičeve Čaše opojnosti. Obnovljen motiv iz Erotike je motiv ženine ljubezenske prevare, le da je pri Levstiku ljubimec hkrati morilec moža (Romanca, 1906). Motivi so tudi erotično obarvani, ironični in naturalizirani (Faust, 1906). Metaforika je pogosto vzeta iz antike, oblika pa je izpopolnjena. Zaradi teh potez ga prištevamo med slovenske parnasovce. Leta 1910 je napisal še nekaj pesmi, ki se po metaforiki in verzu približujejo Marinettijevemu futurizmu, s tem pa je zaključil svoje pesništvo.

### Proza
Skoraj vzporedno z verzi je pisal črtice in novele. Prva novela Prijatelj Satan (1906) spominja tako na Dostojevskega kot na Cankarjeve črtice. Njegov prvi prozni junak je nihilistični, uporni razumnik in umetnik, introvertirana oseba, ki gre skozi osebno in miselno dramo. S Satanom se najprej pogovarjata o smrti in morali, kasneje pa se spoprijateljita. Veže ju vez, ki preraste v oboževanje Satana in zaradi njega junak napravi samomor. 
Za Levstikovo kratko prozo so značilne tudi ljubezenske zgodbe iz meščanskega ali plemiškega okolja, v njih je glavna tema romantična fantazija ter nepričakovani in tragični zaključki (Historija o kugi, 1907, Sirota Jerica, 1907). Leta 1909 je zbral svoje novele v zbirko Obsojenci, ki je izšla pri založniku Lavoslavu Schwentnerju. V novelah je opazno, da je Levstik raziskoval psihologijo, filozofijo in estetiko. Psihološke teme so bolezenski duševni pojavi in stanja. Novelo Nenormalni piščanec  uvaja z motivom iz Nietzscheja. Piščanec preraste svoj kurji rod in zahrepeni po svobodi. Ko mu semeniščnik pristriže krila, piščanec pogine. Piščanec je prispodoba za umetnika, zapornika v družbeni povprečnosti. Piščanec ne zna leteti, kar je nasprotni simbol kondorjev in orlov, s katerimi so modernisti simbolizirali pravico do umetnikove svobode. V noveli Razmišljeni Vid depoetizira mater. Ta raje žrtvuje sina kot premoženje. V Mladi Bredi in slepcu razčlenjuje, kako slepec »svet luči in barv« nadomesti »s svetom glasov in vonjav«. Patološki pojav opisuje tudi zadnja novela v Obsojencih, Rikard Malloprou. Zdravega človeka Rikarda prešine, da je grbast, občutek v njem pa se širi v fiksno idejo, ki jo spremljajo cinizem, sadizem, prividi.
Njegov prvi obsežnejši tekst je bil roman Blagorodje doktor Ambrož Čander (Ljubljanski zvon, 1909). Roman humorno in ironično upodablja naše malomeščanstvo ter po Cankarjevem zgledu smeši njegovo rodoljubje. V središču sta združena psihologija in eros. Zdravnik Čander je brezčuten nadčlovek, ki mu je ljubezen le eksperiment. Posledica razuzdanega življenja in pijače so Čandrove halucinacije. V teh blodnjah se duševno in moralno prerojen odpelje na novo službeno mesto, kjer se na veselici sreča s svojo idealno ljubeznijo iz mladih let. Z nesojeno ljubico ugotovita krivdo usode, si izpovesta kasnejše grešno življenje, ki sta se mu vdala iz obupa. Vsaj zdaj se poskusita rešiti v svet ljubezenske lepote, doživita pa gnus in razočaranje. Ko se zdravnik zbudi iz bolezenskih blodenj, končno sprevidi napake svojega življenja in se ustreli. Za tehniko romana sta značilna neopazno prehajanje iz resničnosti v privide in nazaj ter menjavanje sintetičnega in analitičnega načina pripovedovanja. Smer pisanja je realistična, naturalističen pa je podroben opis okolja, precej drzni in surovi prizori ter biološko pojmovanje življenja. Čander spada med prve slovenske epske osebe, razdvojene na dva jaza, ki se gibata med patološkim erosom in težnjo po skladnosti.
Naslednji roman, Sphinx patria (1910) zajema snov iz življenja umetnikov, a je brez dogajanja. Slikar Marjan Andrej se vrne iz Pariza v Ljubljano. Po kavarnah in ateljejih se srečuje z umetniki in z njimi razpravlja o navezanosti ustvarjalca na rodno zemljo, o nasprotjih med njim in publiko itd. V romanu nastopajo resnični takratni slovenski umetniki in obravnavajo problematiko svoje generacije. Roman je ostal nedokončan, ker ni želel sodelovati pri Slovanu, ki je po Govekarju za urednika dobila Ilešiča, propagatorja hrvaščine kot knjižnega jezika za Slovence.
S krajšo povestjo Janovo (1914) se je v Slovanu oglasil, ko je postal urednik Oton Župančič. Janovo je deloma avtobiografska povest, nadaljuje pa domovinsko temo romana Sphinx patria. Domovina je razumniku več od kozmopolitanstva. Svetovljan in romantik Jakob postane ustvarjalec na domači zemlji. Po očetovi smrti zapravlja čas in denar v vaški gostilni. Doživi divjo in omamno ljubezen z učiteljico. Ko pa opazuje svakinjo, kako skrbi za domačijo, ki jo brat z gosposkim življenjem vodi v prepad, se v Jakobu porodi spoštovanje in ljubezen do svakinje in zemlje, kjer se je rodil. Levstik dobro opisuje nasprotja v kmečkem življenju, na eni strani razsipnost, na drugi garanje ter razčlenjuje človeške značaje. To delo je napisano realistično, naturalistična je učiteljičina strastna in tragična ljubezen, »pranaturna strast«, »lepota jezika« je neoporečna. Slog je nazoren, zgradba gospodarno strnjena, zgodba pa je ves čas razgibana.
Eno izmed Levstikovih mojstrskih del so Zapiski Tine Gramontove, ki jih je napisal jeseni 1917 v Pragi. Roman je izšel 1919 pri založbi Omladina. Je ženski dnevnik o lepoti in grdoti ter o zmagah in porazih čustev. Obravnava meščansko življenje, osrednja oseba pa je originalna in elementarna ženska postava. Tina, dijakinja učiteljišča je zaman hrepenela po ljubezni. Kot sirota je živela pri svoji meščanski teti in si domišljala, da je grda. Sestrična jo je opozorila na lepoto njenega telesa, slikar Pavel, ki se je naveličal prevzetne sestrične, pa je Tino prijateljsko bodril za pogumno gledanje na življenje. Ko jo je nekoč golo portretiral, se mu je Tina predala, on pa je še dvomil v svojo ljubezen do nje. Tudi njega je ljubezen prevzela, zato sta v samotni vili uživala mladost in lepoto. Krepostna teta se je zgražala, a sta se zaljubljenca kmalu poročila in odpravila na potovanje po umetnostno bogati Italiji, končno pa sta imela nov dom na Gorenjskem. Zapostavljena in zagrenjena Tina Gramontova pooseblja voljo do življenja, zdravo ljubezensko slo in se ne meni za malomeščansko hinavščino. V delu je znova odkrito čustvo do umetnosti in lepote ter trdna navezanost na slovensko zemljo. Po obliki so Zapiski moderen roman s težiščem na psihološki analizi in karakterizaciji. Značilni zanje so tudi opisi okolja, pokrajine, vremenskega ozračja, ki so impresionistični, neposredni in skladni z občutjem oseb.
Gadje gnezdo je Levstikova najboljša daljša proza. Zasnoval jo je spomladi 1917, pisal pa novembra, decembra 1917 ter januarja 1918. Za prizorišče je izbral slovensko vas, ki jo pretresa vojna. Osrednji literarni lik je vdova Kastelka, ki je podoba naravne, neuklonljive, surove, a srčno dobre ženske, ki gara, preklinja ter živi samo za kmetijo in sinove. Dva sinova ji vzame vojna, tretji se vrne hudo poškodovan, a okreva. Kastelka opusti misel na samomor, ker ve, da lahko sinu prepusti domačijo.
Roman Hilarij Pernat ni doživel knjižne izdaje. Izhajal je v Ljubljanskem zvonu, v letih 1926 in 1927. Ostareli profesor Pernat čuti samoto in praznoto svojega iztekajočega se življenja. Ob prebiranju zavrženega pisma odkrije, da nekje živi otrok, sad njegove mladostne ljubezni, ki bi njegovemu življenju dal smisel in bi postal dedič njegovega imetja. Premoženja se želijo polastiti nemškutarski sorodniki, oficirska vdova, pijani pisar in vojni dobičkar. Pernatu ob strani stoji le rejenka Stana. Po hudi bolezni in zadnjem spopadu s sorodstvom pa dočaka vrnitev svojega sina.
Zadnje Levstikovo izvirno delo je povest Dejanje (1934), ki je postavljeno v utopično državo Silvanijo. Za oblast se bori legija zelenih srajc, ki slepo sledijo vodji. Njihova filozofija je, da je tudi zlo dejanje dopustno, kadar ga zagrešiš v imenu politične ideje. Študent Sergej mora tako okrutno umoriti svojega prijatelja Žida. Državno tožilstvo ga skuša oprostiti, lastna vest pa ga preganja k priznanju in obsodbi. Idejno hoče biti povest protest zoper vsakršno politično nasilje nad človekovim dostojanstvom in življenjem, kar je bil takrat aktualen problem v vsej Evropi. Hkrati je izraz avtorjevega osebnega razočaranja nad podobnim desničarskim gibanjem na Slovenskem. Mračna psihologija zločina in resnobna etika krivde se prepletata s kriminalno detektivsko akcijo fabule.

### Prevajalstvo
Slovencem je bolj kot kdorkoli dotlej odprl zakladnico ruske literature. Najvažnejši prevodi so: Gogolj, Taras Buljba (1910); Tolstoj, Hadži Murat (1923), Ana Karenina (1928), Vstajenje (1931), Vojna in mir (SM 1932 dalje); Dostojevski, Ponižani in razžaljeni (1908), Zločin in kazen (1908 in 1923), Zapiski iz mrtvega doma (1912 in 1925), Besi (1919 in 1924), Selo Stepančikovo (1929), Bratje Karamazovi (1929); M. Gorki, Foma Gordjejev (1913); Leonid Andrejev, Rdeči smeh (1909); več del Puškina in Alekseja Tolstoja. Prevode teh ruskih velikanov književnosti je pilil in predeloval, kot da se je zavedal, da je v njih teža njegovega prevajalskega dela. 
Poleg Rusov je slovenil še Francoze, Angleže in Američane. Prevedel je Flaubertovo Gospo Bovary, (1915 in 1931);  več Balzacovih del, Zolajev Polom, (1911); Defoejevega Robinzona, del Scottovega Ivanhoeja (1930) ter Conan Doyle, Zgodbe Napoleonovega huzarja (1913 in 1923). 
Slovenska literarna zgodovina Levstika ceni kot doslej najplodovitejšega in hkrati enega najboljših slovenskih prevajalcev.

## Priznanja

### Nagrade
Leta 1949 je prejel Prešernovo nagrado za dobre prevode, zlasti za prevod Gogoljevega Tarasa Bulbe ter De Costerjevega Ulenspiegel in Lam Dobrin.

### Pripovedništvo
- Obsojenci (1909)
- Svoboda (1910)
- Za svobodo in ljubezen (1913)
- Janovo (1914)
- Gadje gnezdo (1918, 1923, 1958, 1973, 1974, 1976)
- Zapiski Tine Gramontove (1919, 1958, 1992)
- Višnjeva repatica (1920, 1983)
- Pravica kladiva (1926)
- Hilarij Pernat (LZ 1926, 1966, 1995)
- Deček brez imena (1924)
- Dejanje (1934, 1992)

### Prevodi
- Ana Karenina (Lev Nikolajevič Tolstoj)
- Gospa Bovary (Gustave Flaubert)
- Zgubljene iluzije (Honoré de Balzac)
- Veter od juga (Elmar Grin)
- Štiri drame (Maksim Gorki)
- San Michele (Axel Munthe)
- Hadži-Murat (Lev Nikolajevič Tolstoj)
- Vojna in mir (Lev Nikolajevič Tolstoj)
- Selo Stepančikovo in njeni prebivalci (Fjodor Mihajlovič Dostojevski)
- Ponižani in razžaljeni (Fjodor Mihajlovič Dostojevski)
- Zapiski iz mrtvega doma (Fjodor Mihajlovič Dostojevski)
- Zločin in kazen (Fjodor Mihajlovič Dostojevski)
- Besi (Fjodor Mihajlovič Dostojevski)
- Ivanhoe (Walter Scott)
- Bratje Karamazovi (Fjodor Mihajlovič Dostojevski)